# Die erste Todsünde
Die erste Todsünde (The First Deadly Sin) ist ein 1980 entstandener Thriller nach einem Roman von Lawrence Sanders.

## Handlung
Wenige Wochen vor seiner Pensionierung wird der New Yorker Police Detective Sergeant Edward Delaney mit einem Straßenmord konfrontiert. Dem Opfer ist mit einem ungewöhnlichen Gegenstand der Schädel eingeschlagen worden. Delaney erhält vom Pathologen Dr. Ferguson den Hinweis, dass die Tatwaffe eine besondere Form haben müsse, sich aber nicht genau identifizieren lasse. Delaney findet heraus, dass zuvor im gleichen Revierbezirk auf ähnliche Art ein Mord begangen worden ist. Er ermittelt in verschiedene Richtungen weiter: Zum einen forscht er nach, ob es in der Stadt ähnliche Morde gegeben hat, zum anderen versucht er, Mr. Langley, den Kurator eines historischen Museums, einzubeziehen, der sich beruflich mit Gegenständen auskennt, die ungefähr der Tatwaffe entsprechen. Dann trifft er Mrs. Gilbert, die Gattin des letzten Mordopfers. 
Seine eigene Frau Barbara macht Delaney derweil Sorgen: Ihr ist im Krankenhaus eine Niere entfernt worden.
Das Revier erhält einen neuen Chef, der vor allem „abspecken“ und modernisieren will. Dass dabei wichtige Kompetenzen verlorengehen, kümmert ihn nicht – Hauptsache, er kann sich als tatkräftiger und resoluter Boss profilieren. Delaney darf den angefangenen Fall nur deshalb abschließen, weil er schon bald in Pension gehen soll. Seine Bemühungen lohnen sich schließlich, denn Mr. Langley findet einen Gegenstand, der die Tatwaffe sein könnte: einen Ausrüstungsgegenstand für Bergsteiger. Parallel wird festgestellt, dass es zwei Jahre lang zu ähnlichen Mordfällen in verschiedenen Stadtteilen von New York gekommen ist. Mr. Langley findet schließlich die passende Tatwaffe.
Das Sportgeschäft, das die potenziell als Mordwaffe benutzten Gegenstände verkauft, führt Buch über die Adressen der Kunden, und dessen Chef ist bereit, Delaney die Adressen der Käufer zur Verfügung zu stellen.

## Kritik
„Bei allem Staraufwand ein mittelmäßiger Thriller nach einem äußerst schwachen Drehbuch.“

## Trivia
In dem Film hat der damals 25-jährige Bruce Willis seinen ersten Auftritt, wird aber im Abspann nicht genannt.